# Meelbloemkever
De meelbloemkever, ook wel penseelkever of sallandkever (Hoplia philanthus) is een keversoort behorend tot de familie bladsprietkevers (Scarabaeidae).

## Kenmerken
Volwassen
Volwassen exemplaren hebben een lengte tussen de 8 en 9,5 mm. Hij heeft een gedrongen lichaam, met donkere kleuren die wisselen tussen zwart en bruin. Mannetjes hebben een meer ontwikkeld laatste paar poten dan vrouwtjes. De volwassenen verschijnen in het voorjaar en blijven de hele zomer actief. Ze kunnen worden waargenomen in de buurt van de bloemen.
Larve
De larven ontwikkelen zich in de grond, voeden zich met grassen, gedurende een levenscyclus van ongeveer drie jaar.

## Voorkomen
Hoplia philanthus komt voor in West- en Midden-Europa en Noord-Afrika.